# Auf dem kosmischen Tal suche ich nach meinem Tod
Auf dem kosmischen Tal suche ich nach meinem Tod es el segundo álbum de estudio the la banda de Depressive Black/Doom Metal chilena Fliegend, lanzado bajo el sello FunerART en Chile, Salute Records en Suecia, Svartgalgh Records en Holanda y Runenstein Records en Alemania. Esta vez volvieron un poco al Drone Doom y al Ambient, pero sin dejar al Depressive Black/Doom Metal, pero esta vez tiene muy poca influencia al Funeral Doom Metal que ejecutaron en su debut At the Dark Gate from the Hidden Whiteness. A diferencia de sus antiguos lanzamientos, el disco esta completamente en alemán. El Álbum de puede dividir en dos partes, una de lleno en el Drone Doom/Ambient, y la otra en el Depressive Black/Doom Metal, específicamente un tema si, y el otro tema no, el otro si, y así sucesivamente. También cabe destacar que la mayoría del disco es instrumental. Además en este álbum se incluye la nueva formación de la banda

## Lista de canciones
| N.º | Título                                                                | Duración |  |
| 1.  | «Kapitel I: Ich rede mit den freundlichen Raben»                      | 09:15    |  |
| 2.  | «Kapitel II: Ich blute durch die Klingenbaeume»                       | 07:13    |  |
| 3.  | «Kapitel III: Ich fliege ueber den weißen Fluss»                      | 09:02    |  |
| 4.  | «Kapitel IV: Der dunkle rittere Pferd zeigt mir den richtigen Weg an» | 05:38    |  |
| 5.  | «Kapitel V: Ich lerne aus dem Schatten»                               | 05:05    |  |
| 6.  | «Kapitel VI: Der schreiende Stern sieht nach dem Ton meines Todes au» | 11:21    |  |

## Créditos
- Malaquias - instrumentación completa y voz
- Kevork - programación, edición y masterización